# جولیا کورنل
جولیا کورنل (به انگلیسی: Julia Cornell) (زادهٔ ۲۸ مارس ۱۹۳۳) شناگر اهل ایالات متحده آمریکا است.